# Alessio Gallo
Alessio Gallo (Napoli, 12 agosto 1990) è un attore italiano.

## Biografia
La sua prima esperienza attoriale inizia nei Quartieri Spagnoli, mentre lavorava nel negozio dei suoi zii. Alessandra Cutolo, casting director, trovatasi lì, lo nota e gli propone di fare un provino. Nel 2012 debutta al cinema nel film L'intervallo di Leonardo Di Costanzo presentato alla 69ª Mostra internazionale d'arte cinematografica di Venezia che trionfa con sette riconoscimenti. Il Presidente Napolitano consegna il rinomato premio Vittorio De Sica agli attori protagonisti. Nel 2013 ottiene il premio David di Donatello come Miglior Film Opera Prima. A questo debutto seguono Un giorno speciale di Francesca Comenicini (2012) e nel film Milionari ha interpretato Sciupatiello per la regia di Alessandro Piva (2013). Durante la sua carriera teatrale recita il personaggio di Gennarino Barracano ne Il sindaco del rione Sanità di Eduardo De Filippo, regia di Franco Pinelli. Nel 2013 viene scelto nel ruolo di Tonino Spider-man in Gomorra - La serie, e ottiene un grande successo. Nel 2016 partecipa nel Film Gramigna, con Gianluca Di Gennaro, Biagio Izzo ed Enrico Lo Verso, con la regia di Sebastiano Rizzo. Nel 2016 riceve il premio Oscar dei giovani 2016 – 46ª Edizione della Gionata d'Europa. Nel 2018 ottiene un ruolo nella serie Rosy Abate regia di Giacomo Martelli. Nel 2018 interpreta il ruolo di Angiolino nel cortometraggio Les Îles de Brissogne di Juliette Riccaboni. Nel 2019-2021 interpreta Michele Solara nella fiction L'amica geniale, tratta dal noto romanzo di Elena Ferrante. Nel 2021 è in Ripley un film di Steven Zaillian, thriller, USA e nella serie televisiva Storia di una famiglia perbene di Stefano Reali nel ruolo di Carlo Straziota. Il suo ultimo lavoro al cinema è nel film di Sebastiano Rizzo Gramigna. Nel 2022 una partecipazione nel cortometraggio Tecla di Gaia Masella. Dal 2024 interpreta il boss Tony Hollywood nel serie TV di RaiPlay Clan - Scegli il tuo destino.

## Filmografia

### Cinema
- L'intervallo, regia di Leonardo Di Costanzo (2012)
- Un giorno speciale, regia di Francesca Comencini (2012)
- Milionari, regia di Alessandro Piva (2014)
- Gramigna, regia di Sebastiano Rizzo (2017)
- Criature, regia di Cécile Allegra (2024)

### Televisione
- Gomorra - La serie – serie TV, 11 episodi (2014)
- L'amica geniale – serie TV, 18 episodi (2018-2022)
- Rosy Abate 2 - La serie – serie TV (2019)
- Storia di una famiglia perbene – serie TV (2021-2024)
- Ripley – miniserie TV, un episodio (2024)
- Clan - Scegli il tuo destino – serie TV (2024-in corso)

### Cortometraggi
- Les Îles de Brissogne, regia di Juliette Riccaboni (2018)
- Tecla, regia di Gaia Masella (2022)

## Riconoscimenti
- 2012 – Premio Vittorio De Sica[1]

- 2016 – Premio Oscar dei giovani[2]